# Groovehouse
Groovehouse – węgierska grupa muzyczna, grająca pop i dance, założona w 1997 roku.

## Historia
Zespół został utworzony w kwietniu 1997 roku przez Miklósa Bogára i Zsolta Kárpáti. W październiku 1998 roku do zespołu dołączyła Judit Kis (Judy). Z powodu poważnego wypadku samochodowego pierwszy album, 1, pojawił się w lipcu, a nie, jak planowano pierwotnie, w lutym 1999 roku.
Album 1 był jedynym, w nagrywaniu którego brali udział wszyscy trzej artyści. Do utworów „Hol vagy, nagy szerelem?” oraz „Párizsi lány” nagrane zostały teledyski. Bogár wkrótce potem wyjechał za granicę.
Drugi album zespołu, Hajnal, został wydany jesienią 2001 roku i osiągnął status platynowej płyty.
Trzeci album zespołu, wydany w listopadzie 2003 roku, miał tytuł Elmúlt a nyár. Już kilka miesięcy później otrzymał on status złotej płyty.
Następna płyta, Ébredj mellettem, wydana w 2005 roku, otrzymała status platynowej. Utwór z tej płyty, „Szívvel lélekkel”, znajdował się na pierwszym miejscu listy przebojów telewizji VIVA.
Piąty album, Hosszú az út, pojawił się w 2008 roku.
Zespół czterokrotnie otrzymał nagrodę VIVA Comet – w latach 2002, 2006, 2008 i 2009.

## Obecny skład zespołu
- Zsolt Kárpáti (ur. 28 sierpnia 1975) – instrumenty klawiszowe, rap
- Judit Kis (ur. 30 października 1974) – wokal

## Dyskografia
- 1 (1999)
- Hajnal (2001)
- Elmúlt a nyár (2003)
- Ébredj mellettem (2005)
- Hosszú az út (2008)

## Teledyski
- „Hol vagy nagy szerelem?”
- „Párizsi lány”
- „Vándor”
- „Hajnal”
- „Elmúlt nyár”
- „Ha újra látom”
- „Ébredj mellettem”
- „Mit ér neked?”
- „Szívvel lélekkel”
- „Tűz és víz”
- „Örült lennék”
- „Legyen ez egy őrült vágy”
- „Ha zene szól”

## Nagrody

### Platynowa płyta
- 2001 – za album Hajnal
- 2005 – za album Ébredj mellettem

### Złota płyta
- 2003 – za album Elmúlt a nyár

### VIVA Comet
- 2002 – w kategorii Najlepszy węgierski zespół
- 2006 – w kategorii Najlepszy zespół
- 2008 – w kategorii Najlepszy zespół
- 2009 – w kategorii Najlepszy zespół

### Bravo Otto
- 2002 – w kategorii Najlepszy węgierski zespół
- 2003 – w kategorii Ulubiony zespół roku
- 2004 – w kategorii Najlepszy węgierski zespół popowy
- 2005 – w kategorii Najlepszy węgierski teledysk (za utwór „Ha újra látom”)
- 2006 – w kategorii Najlepszy węgierski teledysk (za utwór „Mit és neked”)
- 2009 – w kategorii Najlepszy węgierski zespół

### Popcorn
- 2002 – w kategorii Wybór redakcji
- 2003 – w kategorii Ulubiona węgierska piosenkarka (Judit Kis)
- 2003 – w kategorii Ulubiony węgierski przebój (za utwór „Ha újra látom”)
- 2006 – w kategorii Najlepszy teledysk (za utwór „Ébredj mellettem”)

### Fonogram
- 2009 – w kategorii Węgierski album roku dance pop (za album Hosszú az út)
- 2009 – w kategorii Węgierska piosenka roku (za utwór „Tűz és víz”)

### Jakab lírai
- 2002